# Henk Visser
Pour les articles homonymes, voir Visser.
Henk Visser  (né le 23 mars 1932 à Willemstad à Curaçao - mort le 13 novembre 2015 à Arnhem aux Pays Bas) est un athlète néerlandais, spécialiste du saut en longueur.
Le 17 septembre 1956, à Bucarest, Henk Visser établit un nouveau record d'Europe du saut en longueur avec 7,98 m, améliorant de 8 cm l'ancienne meilleure marque continentale de l'Allemand Luz Long datant de 1937.
Éliminé dès les qualifications lors des Jeux olympiques de 1952, à Helsinki, il ne participe pas à l'édition 1956 à la suite du boycott des Pays-Bas. Il obtient son meilleur résultat dans cette compétition lors des Jeux de 1960, à Rome, en se classant septième du concours avec 7,66 m.